# Conférences de Londres (1921-1922)
Pour les articles homonymes, voir Liste de conférences à Londres.
Les Conférences de Londres qui se sont tenues en 1921 et 1922 sont deux conférences internationales organisées pour rechercher des solutions aux difficultés de mises en application des traités de paix qui ont mis fin à la Première Guerre mondiale.

## Première conférence

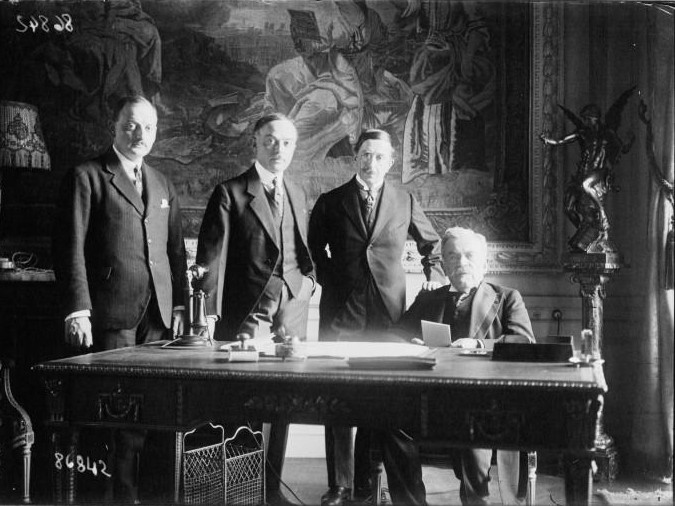
Les membres de la délégation grecque à la conférence de Londres en février 1921. De dr. à g. : Nikolaos Kalogeropoulos, ministre des Affaires étrangères, Kaftantzoglou, envoyé extraordinaire et ministre plénipotentiaire, secrétaire général de la délégation hellénique, le colonel, chef d'état major de l'armée d'Asie Mineure, et le capitaine de frégate Bouboulis (Agence Meurisse).

La première conférence diplomatique se tient du 12 février au 12 mars 1921. Le traité de Sèvres dépeçant l'Empire ottoman avait été signé avec les représentants du Sultan Mehmed VI. Entre-temps, les nationalistes de Mustafa Kemal se sont soulevés contre l'autorité du Sultan et rejettent le traité qu'ils jugent honteux et qui ne peut servir de base de discussions.

## Deuxième conférence
Elle se tient en mars 1922. Les alliés ne veulent pas tenir compte du recul grec sur le terrain depuis la bataille de la Sakarya et souhaitent simplement apporter quelques aménagements au traité de Sèvres. Les ministres des Affaires étrangères des pays de l'Entente propose à Ankara d'établir un État arménien en Anatolie orientale, de démilitariser la région des Détroits et d'abandonner à la Grèce les régions de Smyrne et de Thrace orientale, y compris Andrinople. En contrepartie, les limitations imposées à l'armée turque seraient revues à la hausse et les contrôles financiers européens sur le gouvernement seraient supprimés, à l'exception des capitulations de la Commission de la dette publique. L'Assemblée d'Ankara rejeta ces propositions jugées incompatibles avec le Pacte national.